# Egert Pöhlmann
Friedrich Egert Pöhlmann (* 19. Juni 1933 in Nürnberg) ist ein deutscher Klassischer Philologe. Seit 1980 ist er Professor an der Universität Erlangen.

## Leben
Egert Pöhlmann wurde 1933 als Sohn von Rose Pöhlmann, geborene Grimm, und des promovierten Rolf Pöhlmann in Nürnberg geboren. Er ist evangelisch und studierte nach dem Studium der Kirchenmusik in Bayreuth Klassische Philologie (Latein und Griechisch) und Germanistik an der Friedrich-Alexander-Universität Erlangen und der Ludwig-Maximilians-Universität München. 1958 heiratete er Eva Meyer. Mit der Dissertation Griechische Musikfragmente: Ein Weg zur altgriechischen Musik wurde er 1960 zum Doktor der Philosophie promoviert. Von 1958 bis 1962 war er Gymnasiallehrer in Hof (Saale). Bis zu seiner Habilitation 1968 in Erlangen mit einer Schrift über Denkmäler altgriechischer Musik war er von 1962  bis 1976 als Assistent am Seminar für Klassische Philologie in Erlangen tätig. Ab dem 7. Februar 1968 war er in Erlangen Privatdozent, ab 1970 Universitätsdozent. 1972 wurde er außerplanmäßiger Professor, 1974 Wissenschaftlicher Rat und Professor. Einen Ruf der Universität Gießen auf den Lehrstuhl für Griechische Philologie als Nachfolger von Gerhard Müller nahm er 1976 an, kehrte aber 1980 nach Erlangen zurück und wurde auf den Lehrstuhl I für Klassische Philologie berufen, den er bis zu seiner Emeritierung zum 30. September 2001 innehatte. 1998 und 2003 war er Gastprofessor der Nationalen und Kapodistrias Universität in Athen, 2005 war er Gastprofessor der Ionischen Universität in Kerkyra.
An der Universität Erlangen und im Bayerischen Staatsministerium hatte Pöhlmann zahlreiche Ämter und Aufgaben. So war er mehrfach Mitglied von Hochschulplanungskommissionen, 1982–1984 Dekan der Philosophischen Fakultät II und 1984–1986 im Senat der Hochschule. 2004 wurde er Ehrendoktor der Nationalen und Kapodistrias-Universität Athen. 2011 wurde er zum Korrespondierenden Mitglied der Akademie der Wissenschaften  zu Athen gewählt. Pöhlmann hat drei Kinder (Johannes, Michael und Barbara).

## Schriften (Auswahl)
- Griechische Musikfragmente: Ein Weg zur altgriechischen Musik. Carl, Nürnberg 1960 (Zugleich Philosophische Dissertation 1960).
- Denkmäler altgriechischer Musik. Sammlung, Übertragung und Erläuterung aller Fragmente und Fälschungen. Carl, Nürnberg 1970 (Zugleich Habilitationsschrift 1968).
- Charakteristika des römischen Lehrgedichts. In: Hildegard Temporini (Hrsg.): Aufstieg und Niedergang der römischen Welt. Band I,3, Berlin / New York 1973, S. 813–901.
- Nützliche Weisheit: Das antike Lehrgedicht. In: Erika Wischer: Propyläen Geschichte der Literatur: Literatur und Gesellschaft der westlichen Welt. Propyläen Verlag, 1981, ISBN 3-5490-5805-5, S. 138–165.
- Beiträge zur antiken und neueren Musikgeschichte. Lang, Frankfurt am Main u. a. 1988, ISBN 3-8204-1212-3.
- als Hrsg. mit W. Gauer: Griechische Klassik. Vorträge bei der interdisziplinären Tagung des Deutschen Archäologenverbandes und der Mommsengesellschaft (= Erlanger Beiträge. Band 75). Nürnberg 1994.
- Einführung in die Überlieferungsgeschichte und in die Textkritik der antiken Literatur. 2 Bände. Wissenschaftliche Buchgesellschaft, Darmstadt 1994–2003; Band 1: Altertum; Band 2: Mittelalter und Neuzeit, mit Beiträgen von Christian Gastgeber, Paul Klopsch und Georg Heldmann (Die Altertumswissenschaft); ISBN 3-534-04495-9, 3-534-12440-5.
- Studien zur Bühnendichtung und zum Theaterbau der Antike. Lang, Frankfurt am Main u. a. 1995, ISBN 3-631-48577-8.
- Gegenwärtige Vergangenheit. Ausgewählte Kleine Schriften von Egert Pöhlmann. Herausgegeben, mit einem Vorwort und einem Schriftenverzeichnis versehen von Georg Heldmann. Walter De Gruyter, Berlin / New York BzA 262.
- Ancient Music in Antiquity and Beyond. Collected Essays (2009–2019). With a preface by Georg Heldmann. Walter de Gruyter, Berlin/Boston 2020 (= BzA. Band 381).